# Bimoba
Bimoba är ett volta-Kongospråk i Ghana med 176 000 talare (2013).